# Francisco Sarabia (Soyaló)
Francisco Sarabia es una localidad del estado mexicano de Chiapas. Es parte del municipio de Soyaló.

## Toponimia
El nombre de la localidad rinde homenaje a Francisco Sarabia, pionero de la aviación mexicana.

## Demografía
| Gráfica de evolución demográfica |
|                                  |

| Censo | Población |
| ----- | --------- |
| 1940  | 666       |
| 1950  | 845       |
| 1960  | 848       |
| 1970  | 1 181     |
| 1980  | 1 818     |
| 1990  | 2 207     |
| 2000  | 2 713     |
| 2010  | 3 318     |
| 2020  | 3 508     |